# トプシー (曲)
「トプシー」 (Topsy) は、エドガー・バトルとエディ・ダラムが、バンドリーダーのベニー・グッドマンのために書き、1937年に録音、リリースされたインストゥルメンタル曲で、1938年に入ってからポップ・チャートの14位まで上昇した。また、1958年には、ドラマーのコージー・コールが、この曲を2部構成にしてシングルとして録音し、A面の「トプシー（パート1）(Topsy, Part 1)」はBillboard Hot 100で27位まで上昇し、さらにB面の「トプシー（パート2）(Topsy, Part 2)」はBillboard Hot 100で3位まで上昇し、『ビルボード』誌のリズム・アンド・ブルースのチャートでは6週間にわたって首位に立った。

## その他の著名なバージョン
- カウント・ベイシー・オーケストラも1937年のうちこの曲を録音しており、しばしば、この曲の代表的な演奏として参照されている[3]。また、共作者のひとりとしてベイシーの名を挙げる資料もある[4][5]。

- チャーリー・クリスチャンのミントンズ・プレイハウスにおける1941年の演奏を録音した『ミントンプレイハウスのチャーリー・クリスチャン』には、この曲のコード進行を用いた即興演奏が「スイング・トゥ・バップ (Swing to Bop)」の名で収録されている[6]。

- マンハッタン・トランスファーは、1997年のアルバム『Swing』に、この曲のヴォーカリーズ版を収録している[5]。